# 34077 Yoshiakifuse
34077 Yoshiakifuse è un asteroide della fascia principale. Scoperto nel 2000, presenta un'orbita caratterizzata da un semiasse maggiore pari a 2,8016835 UA e da un'eccentricità di 0,0692669, inclinata di 4,15301° rispetto all'eclittica.